# Game of Thrones (spel)
Game of Thrones är ett episodiskt äventyrsspel som baseras på både romanserien Sagan om is och eld av författaren George R.R. Martin och TV-serien Game of Thrones. Det utvecklas av Telltale Games och första episoden släpptes internationellt under december 2014 för Microsoft Windows, OS X, Playstation 3, Playstation 4, Xbox 360, Xbox One, iOS och Android.
Berättelsen i spelet kretsar kring det i norr belägna huset Forrester och dess kamp efter de fem kungarnas krig.
1. ↑  läs online, Internet Movie Database .[källa från Wikidata]